# Streptomyces netropsis
Streptomyces netropsis  è una specie di batteri Gram-positivi ed aerobici appartenente al genere Streptomyces, che si trova comunemente nel terreno.
Isolato per la prima volta nel 1951 da un campione di terreno da giardino del Kentucky, e posto in coltura dai suoi stessi scopritori, si osservò che questo batterio mai descritto in precedenza era in grado di produrre una sostanza antibiotica poi battezzata netropsina.
Negli anni si è scoperto che questo batterio, di cui si sono trovati ceppi in tutto il mondo, è in grado di produrre anche altri due antibiotici: la distamicina A, che agisce anche come antivirale e che è stato sperimentato, tra le altre cose, per l'inibizione della DNA polimerasi negli oncovirus a RNA, e la micoeptina, un antimicotico polienico.
Studi più recenti hanno poi dimostrato l'utilità di alcuni suoi ceppi, e in particolare del ceppo AN110065, come nematocidi.